# Josef Vaňásek

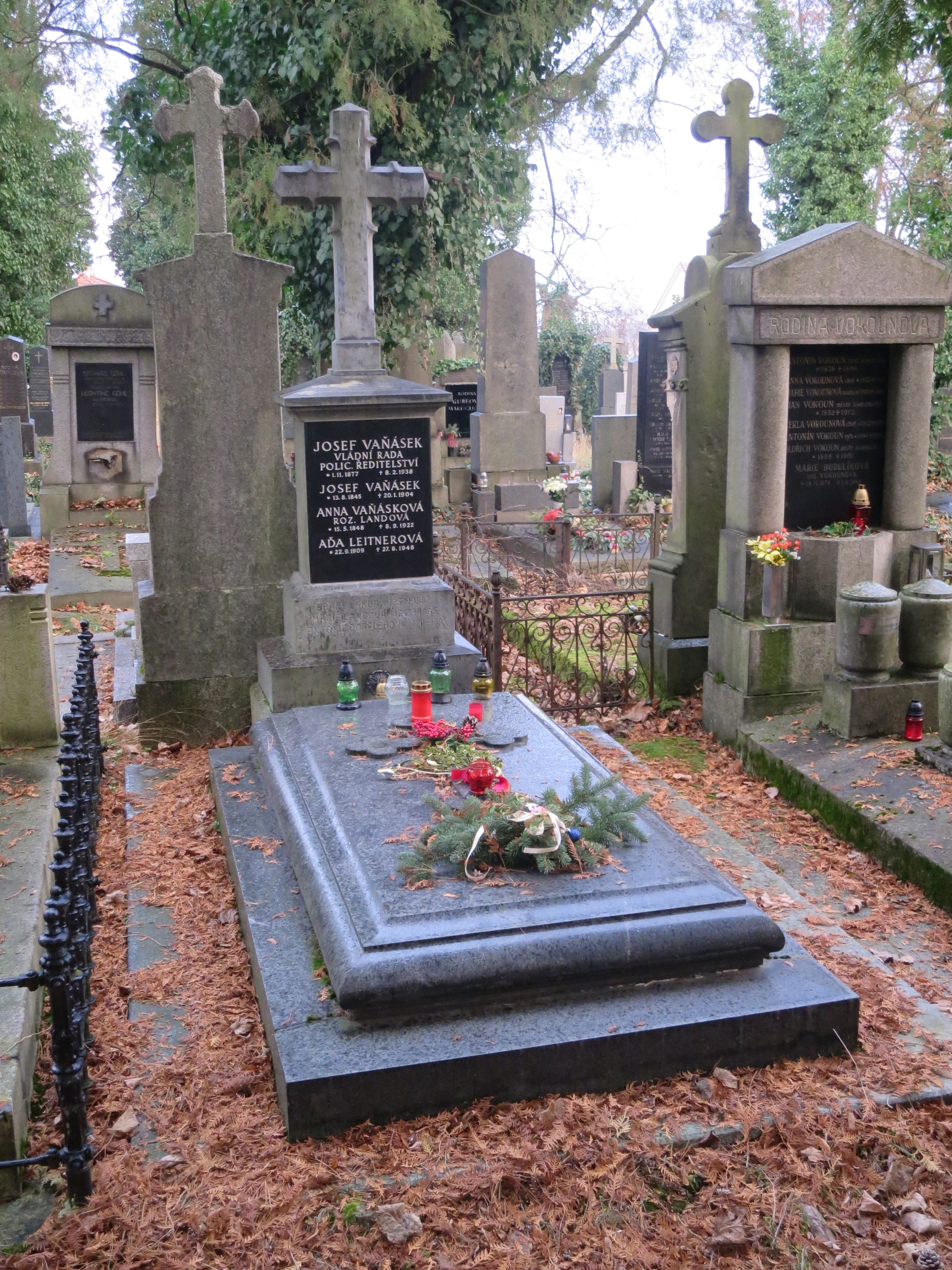
Hrob Josefa Vaňáska na hřbitově Malvazinky v Praze 5.

Josef Vaňásek (1. listopadu 1877 Praha-Holešovice – 8. února 1938 Praha) byl český kriminalista, zmiňovaný jako předloha postavy rady Vacátka ze seriálu Hříšní lidé města pražského a na něj navazujících čtyř celovečerních filmů.

## Život

### Rodina, studium
Josef Vaňásek se narodil v rodině Josefa Vaňáska, sluhy u pošty v Holešovicích, a Anny, roz. Landové, dcery rolníka. Vystudoval gymnázium na Malé Straně (ukončil 1896) a českou univerzitu Karlo-Ferdinandovu v Praze (titul JUDr., ukončil 1904).  Od října 1901 do září 1902 absolvoval jako jednoroční dobrovolník vojenskou činnou službu u 88. pěšího pluku v Praze.

### Policejní služba
V roce 1904 nastoupil k policii. V roce 1923 byl jmenován vrchním policejním radou a v roce 1930 vládním policejním radou. V této funkci působil až do své smrti v roce 1938. Působil na policejním ředitelství v Praze, v roce 1930 se stal po odchodu ministerského rady Josefa Knotka přednostou IV. bezpečnostního oddělení (tzv. "Čtyřky"). Do jeho pravomoci spadala veřejná bezpečnost, mravnostní policie, policejní věznice, ztráty a nálezy a Všeobecná kriminální ústředna. Jeho zásluhou byla v září 1928 u policejního ředitelství zřízena Ústředna pro potírání nelegálního obchodu s omamnými jedy.  Téměř všechny kriminální případy se svým týmem vyřešil, jeho nejznámějším pomníkem (tedy případem nevyřešeným) se stala vražda prostitutky Otýlie Vranské.
Několik let také zastupoval Československo v Interpolu.

### Děti
Dcera Adéla se narodila v roce 1909 a syn Josef v roce 1912.

## Citát

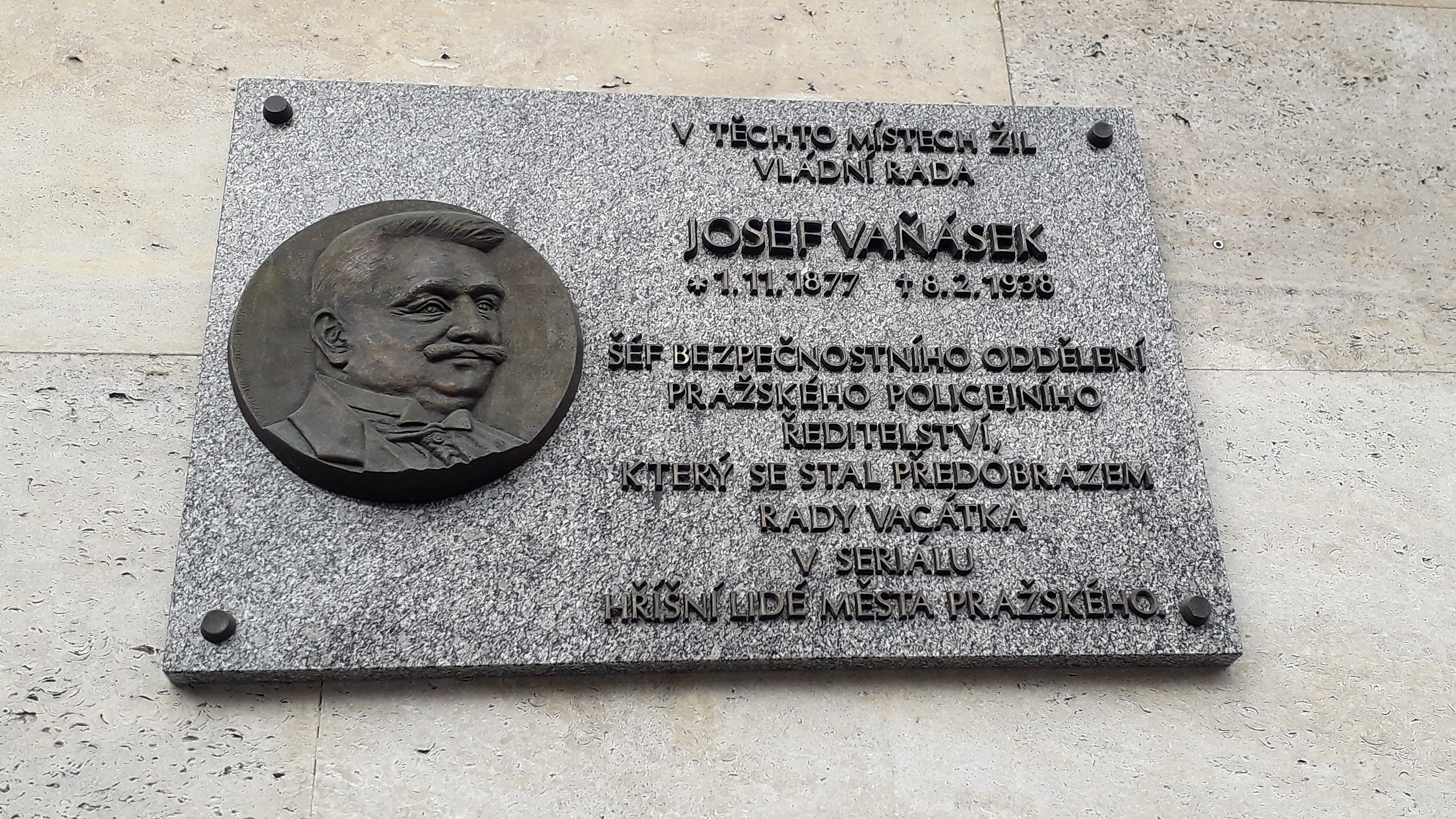
Pamětní deska v Praze na Smíchově

Rada Vaňásek byl vysoký, statný pán s hnědýma očima, až fanaticky pilný a pracovitý, přísný na své podřízené. Měl doslova archivní znalosti o Praze a jejích obyvatelích, znal pražské i mezinárodní podsvětí. Prosazoval a využíval nejmodernější vyšetřovací metody, což zároveň s jeho kombinačními a organizačními schopnostmi znamenalo velké procento úspěšnosti při odhalování zločinů. Na mezinárodním poli byly přijaty jeho systémy evidence fluktuujících živlů, tedy tzv. kriminálních světoběžníků.
František Gel